# Raionul Radîvîliv, Rivne
Radîvîliv (în ucraineană Радивилівський район, transliterat: Radîvîlivskîi raion) este un raion în regiunea Rivne, Ucraina. Reședința sa este orașul Radîvîliv.

## Demografie
Componența lingvistică a raionului Radîvîliv
     Ucraineană (99,11%)
     Alte limbi (0,82%)
Conform recensământului din 2001, majoritatea populației raionului Radîvîliv era vorbitoare de ucraineană (99,11%), existând în minoritate și vorbitori de alte limbi.